# Крылов, Андрей Серджевич
Андре́й Се́рджевич Крыло́в (род. 6 октября 1956) — математик, доктор физико-математических наук, профессор, заведующий лабораторией математических методов обработки изображений факультета ВМК МГУ.

## Биография
Окончил математический класс 91-й средней школы в Москве (1973). Окончил факультет ВМК МГУ (1978) и аспирантуру факультета ВМК МГУ по кафедре математической физики (1981).
Защитил диссертацию «Численное решение обратной задачи квантовой теории рассеивания» на степень кандидата физико-математических наук (1983).
Защитил диссертацию «Математическое моделирование и компьютерный анализ жидких металлических систем» на степень доктора физико-математических наук (2009). Присвоено учёное звание доцента (2004), профессора (2010).
Работает в Московском университете на кафедре математической физики факультета ВМК с 1981 г.: младший научный сотрудник (1981–1988); старший научный сотрудник (1988–1998); ведущий научный сотрудник (1998–2004), доцент (с 2004). Заведующий лабораторией математических методов обработки изображений (с 2007).
Лауреат премии Ленинского комсомола в области науки и техники (1989).
Область научных интересов: математические методы обработки и анализа мультимедийной информации, обратные и некорректные задачи, математическое моделирование высокотемпературных металлургических процессов.  Автор 3 книг и более 140 научных статей. Подготовил 5 кандидатов наук.